# ذكرى الصراف
ذكرى الصراف (? - توفيت 2005)، هي مذيعة عراقية عُرفت بلقب «صوت المطارات الأنيق»، كونها واحدة من أوائل الوجوه النسائية في مجال التقديم بقنوات الإمارات العربية المتحدة، حيث انتقلت برفقة زوجها المخرج التلفزيوني ناظم مجدي إلى أبو ظبي، حاملة خبراتها السابقة في العمل الإذاعي والبرامجي عبر إذاعة وتلفزيون بغداد. واشتهرت بأنها ملكة تقديم البرامج الاجتماعية الدسمة على الهواء مباشرة، وهي برامج من نوع خاص تستضيف مسؤولين على مستوى رفيع، لتثير معهم عدداً من القضايا الحيوية تهم المجتمع، وحظيت هذه البرامج باهتمام خاص من المشاهد، وتترك له الفرصة للتحاور عبر الهاتف، وعلى الهواء مباشرة مع المسؤول الضيف. وخلال مسيرتها الإعلامية في الإمارات منذ عام 1976 وحتى عام 2004، عملت الصراف في عدد من المؤسسات الإعلامية، حيث عملت مذيعة لمدة ثلاث سنوات في تلفزيون أبوظبي، بعد ذلك انتقلت إلى تلفزيون دبي، وأخيراً عملت في تلفزيون الشارقة، حيث كانت تقدم نشرة الأخبار السياسية، كما قدمت عدداً من البرامج، وسجلت العديد من الأعمال الوثائقية.